# 平井光長
平井 光長（ひらい みつなが、1850年8月19日（嘉永3年7月12日） - 1912年（明治45年）7月26日）は、明治時代の官吏。岩手県警察部長、長野県警察部長。北海道庁上川支庁長。

## 経歴
埼玉県士族。入間郡川越町（現川越市）出身。1875年（明治8年）頃、土橋貫一等と埼玉県七等警部に補され、翌年九等警部に、1882年（明治15年）警部に進む。その後、大里・幡羅・榛沢・男衾郡長を経て、1893年（明治26年）9月、秩父郡長に転じた。
のち入間郡長、北足立郡長、大阪府三島郡長、岩手県警察部長、長野県警察部長を経て、1908年（明治41年）1月、北海道庁上川支庁長に任ぜられた。